# Такамори (Нагано)
Такамори (яп. 高森町 Такамори-мати) — посёлок в Японии, находящийся в уезде Симоина префектуры Нагано. Площадь посёлка составляет 45,26 км², население — 13 119 человек (1 августа 2014), плотность населения — 289,86 чел./км².

## Географическое положение
Посёлок расположен на острове Хонсю в префектуре Нагано региона Тюбу. С ним граничат город Иида, посёлок Мацукава и сёла Тоёока, Такаги.

## Население
Население посёлка составляет 13 119 человек (1 августа 2014), а плотность — 289,86 чел./км². Изменение численности населения с 1980 по 2005 годы:
| 1980 | 11 488 чел. |  |
| 1985 | 12 022 чел. |  |
| 1990 | 12 232 чел. |  |
| 1995 | 12 252 чел. |  |
| 2000 | 12 528 чел. |  |
| 2005 | 12 976 чел. |  |

## Символика
Деревом посёлка считается Osmanthus fragrans, цветком — керрия.